# Shibataea hispida
Shibataea hispida är en gräsart som beskrevs av Mcclure. Shibataea hispida ingår i släktet Shibataea och familjen gräs. Inga underarter finns listade i Catalogue of Life.